# Riksdagen 1636
Riksdagen 1636 ägde rum i Stockholm. Mötet var ett utskotts- och ämbetsmannamöte.
Ständerna sammanträdde den 1 juni 1636. Lantmarskalk var Lars Eriksson Sparre. Prästeståndets talman var biskop Laurentius Paulinus Gothus.
Riksdagen avslutades den 18 juli 1636.